# Jogo contra a Pobreza
O Jogo contra a Pobreza é um evento anual desde 2003, em que se realiza um jogo de futebol solidário para as vítimas de catástrofes humanitárias. O Programa das Nações Unidas para o Desenvolvimento (PNUD), organiza o jogo com a ajuda dos embaixadores da ONU, Zinédine Zidane e Ronaldo.

## História
Em 2000, os Objectivos de Desenvolvimento do Milénio (ODM) foram desenvolvidos pela Organização das Nações Unidas. A ONU estabeleceu uma meta, enquanto o número de pessoas que sofrem de fome e abaixo da linha de pobreza viver pela metade até 2015. Em seguida, o PNUD nomeou como embaixadores desta causa, Zinédine Zidane e Ronaldo para apadrinharem o Jogo contra a Pobreza. Assim reúne-se anualmente, desde 2003, os jogadores elite do futebol para ajudarem as pessoas que são vítimas de desastres naturais.

## Jogos realizados
| Ano  | Vencedor                             | Resultado | Derrotado         | Locais                             |
| ---- | ------------------------------------ | --------- | ----------------- | ---------------------------------- |
| 2003 | Amigos de Ronaldo                    | 4 - 3     | Amigos de Zidane  | St. Jakob-Park, Basileia           |
| 2004 | Amigos de Ronaldo                    | 4 - 4     | Amigos de Zidane  | Estádio Santiago Bernabéu, Madrid  |
| 2005 | Amigos de Zidane                     | 4 - 2     | Amigos de Ronaldo | Esprit Arena, Düsseldorf           |
| 2007 | Amigos de Zidane                     | 6 - 2     | Amigos de Ronaldo | Stade Vélodrome, Marselha          |
| 2007 | Amigos de Zidane                     | 2 - 2     | Amigos de Ronaldo | Estádio La Rosaleda, Málaga        |
| 2008 | Amigos de Ronaldo                    | 6 - 5     | Amigos de Zidane  | Fez Stadium, Fez                   |
| 2010 | Benfica All-Star                     | 3 - 3     | Amigos de Zidane  | Estádio da Luz, Lisboa             |
| 2010 | PAE Olympiacos                       | 2 - 2     | PNUD              | Estádio Olímpico de Atenas, Atenas |
| 2011 | Amigos de Ronaldo & Amigos de Zidane | 5 - 4     | Hamburgo          | HSH Nordbank Arena, Hamburgo       |
| 2012 | Amigos de Ronaldo                    | 3 - 2     | Amigos de Zidane  | Arena do Grêmio, Porto Alegre      |